# Леонтьев, Юрий Кириллович
Леонтьев, Юрий Кириллович (род. 14 августа 1961 года, Чебоксары, РСФСР, СССР) — советский и российский спортсмен, стрелок из лука. Участник XXIV и XXVII летних Олимпийских игр (1988, 2000), серебряный призер международных соревнований «Дружба-84» в личных соревнованиях (1984). Бронзовый призер чемпионата мира в командных соревнованиях (1997). Двукратный чемпион Европы в личных и командных соревнованиях (1988). Двукратный чемпион Европы в помещении в личных и командных соревнованиях (1985).
Неоднократный чемпион и призер чемпионатов СССР и России в личных и командных соревнованиях.
Мастер спорта СССР (1982), Мастер спорта СССР международного класса (1984), Заслуженный мастер спорта России (2006).
Рекордсмен мира (1988).

## Биография
Родился в Чебоксарах.
Чемпион и рекордсмен Чувашии, пятикрат. призёр чемпионатов (1978—2002), пятикрат. чемпион (1995-99, 2006) и рекордсмен России (2004) в команд. зачёте в составе команды Чувашии; победитель Кубка (1984), призёр (1984, 1985) и чемпион (1985) СССР; чемпион Европы (1985, 1988); бронзовый призёр чемпионата мира (1997) в команд. зачёте в составе команды России, пятикрат. рекордсмен России; двукрат. — СССР; рекордсмен Европы и мира (1988). Участник 24-х (1988) и 27-х (2000) летних Олимп. игр по стрельбе из лука в составе команды России. Серебряный призёр чемпионата России (2014) по стрельбе из лука. Воспитанник ДЮСШ Чебоксар. ХБК и Чебоксар. школы высшего спортив. мастерства. Окончил Чебоксар. сред. специал. училище олимп. резерва. Работал токарем на Чебоксар. заводе электроники и механики. С 2007 тренер-преподаватель Чебоксар. специализирован. ДЮСШ олимп. резерва по стрельбе из лука им. И. Солдатовой (с 2013 по настол. теннису и стрельбе из лука им. И. Солдатовой).
Чемпион СССР (1985); победитель Кубка СССР по стрельбе из лука(1985); чемпион России (1997, 1999, 2000, 2003). Участник XXIV и XXVII Олимпийских игр (1988, 2000)

## Звания и награды
Мастер спорта (1982), мастер спорта СССР международного класса (1984) по стрельбе из лука, заслуженный мастер спорта Росс. Фед (2006). 